# Journée internationale du baiser
Pour les articles homonymes, voir Journée internationale et Baiser.
La Journée internationale du baiser ou Journée mondiale (anglais : International Kissing Day) du baiser, est une fête officielle célébrée chaque année le 6 juillet,,.

## Historique
La pratique est originaire du Royaume-Uni, et est adoptée dans le monde entier au début des années 2000.
Le concept derrière la Journée internationale du baiser, est que beaucoup de gens peuvent avoir oublié les plaisirs simples associés à embrasser pour s’embrasser, par opposition au baiser, comme simple formalité sociale ou prélude à d’autres activités.